# FIS (motorfiets)
FIS (Fedki Izewski Stalowcy) is een historisch Pools merk dat voor de nationale speedwaycompetitie kopieën van JAP-motorfietsen maakte. 
Het merk ontstond na de Tweede Wereldoorlog toen in de Oostbloklanden geen goede mogelijkheden meer waren om aan de veel gebruikte JAP-motorblokken te komen. In Tsjechoslowakije ontstond hierdoor ook het merk Joli. 
Toen men in Tschechoslowakije in 1949 de ESO-Jawa's ging bouwen was de noodzaak hiervoor voorbij en dat betekende meteen het einde van het merk FIS. 